# Pepa Lábus
Pepa Lábus (vlastním jménem Josef Lábus) (* 15. prosince 1968 Trutnov) je český zpěvák a kytarista. Svou kariéru zahájil v roce 1984 jako folkový hudebník. V roce 1996 vydal své první sólové album nazvané Morana. Následujícího roku se k němu připojili houslista Slávek Forman a baskytarista Tomáš Nýdrle a začali vystupovat jako trio pod názvem Pepa Lábus a Spol. Jeho nejnovější album dostalo název Délka vteřiny a vyšlo roku 2012. Je rovněž textařem písní pro jiné interprety, jako je například Luboš Pospíšil. Rovněž je moderátorem na rozhlasové stanici Radio Beat.

## Diskografie
- Morana (1996)
- Zrcadlo Mistra Matyáše (1999)
- Bezčasá a nehnutá (2002)
- Vzlétají ptáci (2006)[6]
- Délka vteřiny (2012)